# Upplands runinskrifter 532
Upplands runinskrifter 532 är en runsten som under 1000-talets första hälft restes till minne av Kåre, och som i dag står utanför Roslags-Bro kyrka i Roslags-Bro socken och Norrtälje kommun i Uppland. Stenen står till höger om kyrkans vapenhus.

## Stenen
Runstenen är av ljusgrå granit och mäter cirka 1,5 meter i höjd. Basen är omkring 1,45 meter bred och smalnar sedan av upptill. Stenen är cirka 25 centimeter tjock och ristningen finns på den slätare sidan, vänd mot grusgången. Runhöjden är 6-8 centimeter och skriften följer rundjurets kropp. Tyvärr har den röda uppmålningen börjat vittra bort vilket gör att ornamentiken och runorna kan vara svårare att urskilja.
Det var Kåres hustru, Sigrud, som lät resa stenen och runristaren var Torbjörn skald.. Sigrud har även låtit resa U 533, efter sin son, men den är idag inmurad i kyrkans vapenhus och till större delen dold av puts och tegelgolv. 
Även tre runstensfragment har återfunnits på platsen, varav två stycken finns kvar i kyrkan. Det kan mycket väl vara så att dessa fragment är delar av en eller flera runstenar med anknytning till Sigrud eller hennes släktingar. Inskriften lyder i översättning:

## Inskriften
Runsvenska: sigruþ + let + raisa + stain + eftiR + kara + buanta + sin + guþ + hialbi + ant + hans + þurbiur[n × sk]alt + hiuk + runaR

Normaliserad: Sigruðr let ræisa stæin æftiR Kara, bonda sinn. Guð hialpi and hans. Þorbiorn Skald hiogg runaR

Nusvenska: Sigrud lät resa stenen efter Kåre, sin man. Gud hjälpe hans ande. Torbjörn skald högg runorna.

## Formler
Stenens text inleds med en resarformel Sigruðr let ræisa stæin æftiR Kara, bonda sinn där det berättas att Sigrud rest stenen efter sin make. Därefter kommer en förbön, Guð hialpi and hans, vilket avslöjar att Sigrud och/eller Kåre var kristna. Ristningen avslutas med en ristarsignatur Þorbiorn Skald hiogg runaR, som berättar att det var Torbjörn skald som ristade runorna.

## Stiltyp
Enligt Gräslunds datering efter stilperioder skulle stenens rundjur tillhöra stiltyp Pr2. Vad som talar för detta är det tydligt stående örat och den konkava linjen mellan öra och nosspets. Emellertid är svansen på djuret utan några svansflikar vilket är mer förekommande hos stilfigur Pr1. Pr1 dateras till ca 1010-1040, medan Pr2 dateras till ca 1020-1050. Det är alltså inte omöjligt att ristningen gjordes omkring 1020-1030-talen när den nyare stilen var i antågande. Därtill kan nämnas att rundjuret är utan ögon, vilket kan föra diskussionen vidare. Ornamentiken kan också tyckas vara lite klumpig och enkel (vilket förstås är en smaksak!), vilket kan tyda på att ristaren var en nybörjare, mindre skicklig eller också att den nyare stilen var förhållandevis främmande för honom. Kanske kan något av detta förklara varför rundjuret saknar ett markerat öga och varför svansflikarna "saknas". Det kan också tänkas att Sigrud inte önskade några svansflikar på det rundjur som skulle pryda hennes avlidne makes sten.